# Mellifont Abbey

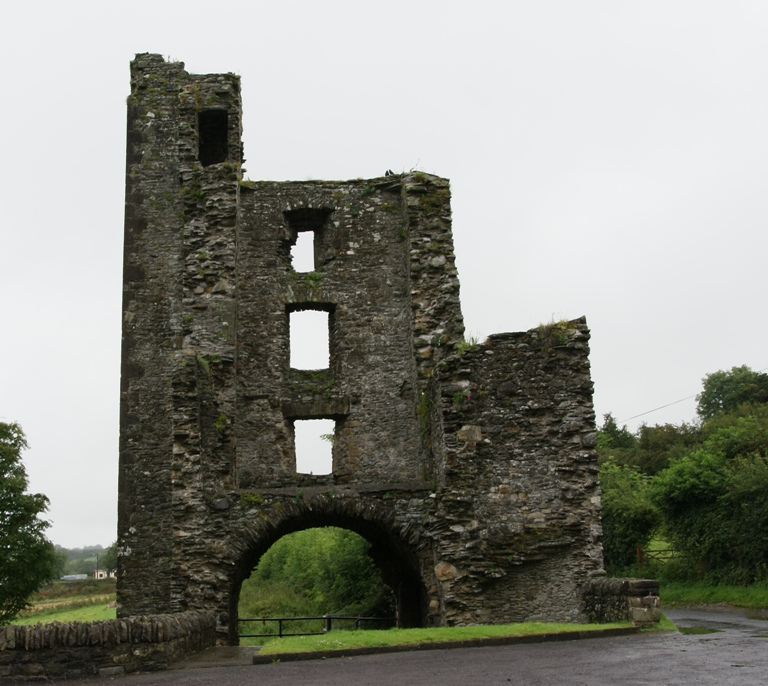
Mellifont Abbey, het poortgebouw

Mellifont Abbey (Iers: An Mhainistir Mhór, 'grote abdij') is de eerste cisterciënzer abdij in Ierland, gelegen aan de rivier de Mattock tussen Collon en Drogheda in County Louth. De abdij floreerde tot de sluiting in 1539.
Nabij ligt sinds 1938 de nieuwe cisterciënzer abdij New Mellifont.

## Geschiedenis
Dankzij Sint-Malachias, aartsbisschop van Armagh, kwamen in 1142 de cisterciënzers uit Frankrijk om Mellifont Abbey te stichten. Het land en de bouwmaterialen werden ter beschikking gesteld door Donnachadh Ua Cearbhaill, de koning van Airghialla. In 1157 werd de kerk ingewijd. De eerste abt was Christian O'Conarchy.
De opkomst van deze abdij zorgde uiteindelijk voor het verval van de nabijgelegen abdij van Monasterboice.
Vanuit Mellifont Abbey werden nieuwe abdijen gesticht in Ierland. In de eerste tien jaar van het bestaan waren dat Bective in 1146, Boyle, Monasternenagh en Baltinglas in 1148, Schrule in 1150 en Newry in 1153.
In 1539 werd de abdij op last van Hendrik VIII van Engeland gesloten.
Tijdens de Slag aan de Boyne in 1690 had Willem III van Oranje-Nassau in Mellifont Abbey zijn hoofdkwartier.

## Bouw
Het klooster werd gebouwd in romaanse stijl. Ongeveer de helft van het poortgebouw is bewaard gebleven. Verder is er de dertiende-eeuwse lavabo, de plek waar de monniken hun handen wasten voor zij naar de refter gingen om te gaan eten. De vrijwel geheel bewaarde veertiende-eeuwse kapittelzaal heeft een deels keramiek plafond.